# المجموعة الفردانية C2
المجموعة الفردانية C2، أو C-M217، والمعروفة أيضًا باسم السُّلالة C2 (وكانت تُعرف سابقًا باسم C3)، هي مجموعة فردانيَّة بشريَّة ذكوريَّة وهو الفرع الأكثر تكرارًا من المجموعة الأب C. ويتواجد في الغالب في آسيا الوسطى وشرق سيبيريا وبترددات كبيرة في أجزاء من شرق آسيا وجنوب شرق آسيا بما في ذلك بعض السكان في القوقاز والشرق الأوسط وجنوب آسيا وأوروبا الشرقية.
تتواجد المجموعة الفردانية C-M217 الآن بترددات عالية بين شعوب آسيا الوسطى، والسكان السيبيريين الأصليين، وبعض الشعوب الأصلية في أمريكا الشمالية . وعلى وجه الخصوص، بين الذكور الذين ينتمون إلى شعوب مثل البوريات، والإيفين، والإيفينك، والإيتيلمن، تتار سيبيريا، والقلميقيُّون، الكازاخ ، والكورياك، والمنغوليون، النيجدال، وأوديجي، وأولتشي، حيث لديهم مستويات عالية من M217.

## التوزيع
تتواجد السُّلالة C2 بين مُعظم المنغوليين ومعظم السكان الأصليين في الشرق الأقصى الروسي، مثل البوريات، والشعوب التونغوسية الشمالية، والنيفك، والكورياك، والإيتيلمينات. الفئة الفرعية C-P39 شائعة بين الذكور من شعوب أمريكا الشمالية الأصلية الذين تنتمي لغاتهم إلى شعب نا-ديني. يميل تواتر المجموعة الفردانية C-M217 إلى الارتباط سلبًا بالمسافة من منغوليا والشرق الأقصى الروسي، لكنه لا يزال يشتمل على أكثر من عشرة بالمائة من إجمالي تنوع الكروموسوم Y بين المانشو والكوريين والأينو وبعض الشعوب التركية في آسيا الوسطى. أبعد من هذا النطاق من التردد العالي إلى المتوسط، والذي يحتوي بشكل أساسي على الربع الشمالي الشرقي لأوراسيا والربع الشمالي الغربي لأمريكا الشمالية، يستمر العثور على المجموعة الفردانية C-M217 في الترددات المنخفضة، بل وقد تم العثور عليها في أماكن بعيدة مثل الشمال الغربي. أوروبا, تركيا, باكستان, بوتان، بنغلاديش، نيبال، والمناطق المجاورة في الهند، فيتنام, جنوب شرق آسيا البحرية, وشعب وايو في أمريكا الجنوبية. كما يوجد عند الأوسيتيين 4.7% (1/21)، وفي الروس 0.73% (3/406)، ويتراوح تردده حسب المنطقة. ويوجد بنسبة 0.2٪ في وسط/جنوب روسيا ولكن 0.9٪ روفسلاف و 0.7٪ بيلغورود. وتم العثور عليه بنسبة 0.5% في العرق البلغاري ولكن 1.2% في مقاطعة مونتانا، و0.8% في مقاطعة صوفيا و1.4% في منطقة غير معروفة وبعضهم يظهر أنماطًا فردانية Y-STR متباينة. تم العثور على المجموعة الفردانية C-M127 أيضًا بتردد عالٍ في عينة صغيرة من الأوزبك من طخار، أفغانستان (7/13 = 54% C-M217).
يتراوح تواتر السُّلالة C2 في عينات الهان من مناطق مختلفة، بدءًا من 0% (0/27) في عينة من الهان من قوانغشي  في جنوب الصين إلى 23.5% (4/17) في عينة من الهان من شنغهاي  وفي شرق الصين توجد نسبة 23.5% (8/34) في عينة من الهان من شيان، بينما في شمال غرب الصين، و29.6% (8/27) في عينة من الهان من جيلين في شمال شرق الصين، مع تكرار هذه المجموعة الفردانية في العديد من مجموعات الدراسات لجميع عينات الهان التي تتراوح بين 6.0% و12.0%. تم العثور على السُّلالة C2 أيضًا في العديد من عينات الأقليات العرقية من وسط وجنوب الصين، مثل دونغ (8/27 = 29.6% من قويتشو، 10/45 = 22.2% من هونان، 1/ 17 = 5.9% من قوانغشي)، شعب بولانغ (11/3 = 27.3% من يونان الصينية)، شعب توجيا (26/6 = 23.1% من هوبي، 33/7 = 21.2% من قويتشو، 9/49 = 18.4% من جيشو ، هونان)، هاني (13/60 = 21.7% من يونان، 6/34 = 17.6% )، يي (4/32 = 12.5% بورين من يوننان)، 3/24 = 12.5% يي من سيتشوان، 4/61 = 6.6% يي من يونان)، مولاو (1/11 = 9.1% من قوانغشي)، ناشي (1/ 12 = 8.3% من يوننان)، مياو (7/92 = 7.6% من قويتشو، 2/58 = 3.4%)، شعب سوي (2/29 = 6.9% من قويتشو)، شعب شي ( 3/47 = 6.4% من فوجيان، 1/34 = 2.9% )، بارووق (1/16 = 6.3% من يونان)، داي (1/18 = 5.6% من يوننان)، جيلاو (21/1 = 4.8% من قويتشو)، العرق الفيتنامي (45/2 = 4.4% من قوانغشي)، ياو (28/1 = 3.6% من قوانغدونغ، 1/ 35 = 2.9% من لياننان، قوانغدونغ، 2/113 = 1.8% من قوانغشي)، باي (1/34 = 2.9% من يونان)، التبتيون (4/156 = 2.6%)، بويي (2/109 = 1.8% من قويتشو)، والسكان الأصليين التايوانيين (1/48 = 2.1%).
في فيتنام، تم العثور على السُّلالة C2 بنسبة 7.5% من جميع العينات المنشورة في البلاد أو من قومية الفيتنام، بما في ذلك 12.5% (6/48) من عينة فيتنامية من العاصمة هانوي، فيتنام، 11.8% (9) /76) من عينة أخرى من كينه ("الفيتناميين العرقيين") من هانوي، فيتنام، 10% (1/10) من عينة من فيتنام، 8.5% (5/59) من عينة من شعب تشام من بنه ثوان، فيتنام، 8.3% (2/24) من عينة أخرى من الفيتناميين من هانوي، 4.3% (3/70) من عينة من الفيتناميين من مكان غير محدد في فيتنام، 2.2% (1/46) من عينة KHV ("كينه إن هو، في مدينة مينه") من مشروع 1000 جينوم، و0% (0/27) من عينات دراسة واحدة لـ كينه و ميونغ.
كما تم العثور على المجموعة الفردانية C-M217 بشكل أقل تكرارًا في أجزاء أخرى من جنوب شرق آسيا والمناطق المجاورة، بما في ذلك ميانمار (3/72 = 4.2% بامار وراخين)، لاوس (1/25 = 4.0% لاو من لوانغ برابانغ)، ماليزيا (2/18 = 11.1% ماليزيا، 0/8 ماليزيا، 0/12 ماليزي (لغة الملايو العادية بالقرب من كوالالمبور)، نسبة مُنعدمة 0/17 ضمن الأورانغ، 0/27 لغة الملايو، 0/32 ماليزيا)، جاوة (1/37 = 2.7%، 1/141 = 0.71%)، نيبال (2/77 = 2.6% من إجمالي سكان كاتماندو)، تايلاند (1/ 40 = 2.5% تايلاندي، معظمهم في شيانغ ماي  13/500 = 2.6% شمال تايلاند، أو 11/290 = 3.8% شمال تايلاند و2/91 = 2.2% تاي لو)، الفلبين. (1/48 = 2.1%، 1/64 = 1.6%)، وبالي (1/641 = 0.2%).
وعلى الرغم من وجود السُّلالة C2 عمومًا بتردد منخفض فقط (<5%) في التبت ونيبال، إلا أنه قد تكون هناك ذات تردد عالٍ نسبيًا لهذه المجموعة الفردانية في ميغالايا بالهند. فالقبائل الأصلية في هذه الولاية الواقعة في شمال شرق الهند، يشكلون غالبية السكان المحليين، ويتحدثون اللغات الخاسيانية أو اللغات التبتية البورمانية. وجدت دراسة نشرت في عام 2007 أن C-M217(xM93, P39, M86) Y-DNA في 8.5% (6/71) من عينة من الغارون، الذين يسكنون في المقام الأول تلال جارو في النصف الغربي من ميغالايا، وفي 7.6% (27/353) لمجموعة عينات من ثماني قبائل خاسيين من النصف الشرقي لميغالايا (6/18 = 33.3% نونجتراي من تلال خاسي الغربية، 10/60 = 16.7% لينجنجام من تلال غرب خاسي، 2/29) = 6.9% حرب خاسي من تلال شرق خاسي، 3/44 = 6.8% بينار من تلال جينتيا، 1/19 = 5.3% حرب جينتيا من تلال جينتيا، 3/87 = 3.4% خينريام من تلال شرق خاسي ، 2/64 = 3.1% مرام من تلال خاسي الغربية، و0/32 بهوي من منطقة ري بهوي).

## روابط خارجية
- مشروع C3-M217 في فاميلي تري
- انتشار المجموعة الفردانية C-M217، من مشروع جينوغرافيك، ناشيونال جيوغرافيك